# Cosmic Gate

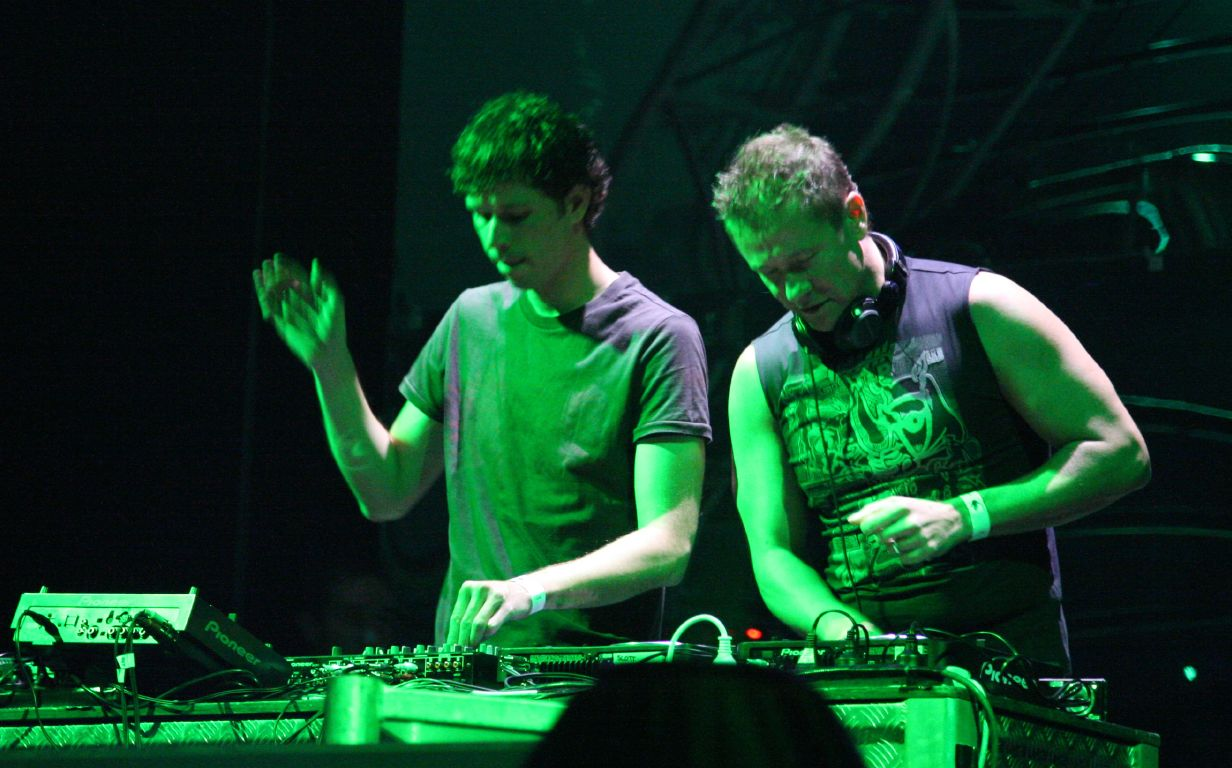
Cosmic Gate no ano 2006

Cosmic Gate é um grupo de música eletrônica formado por Claus Terhoeven (Nic Chagall) e Stefan Bossems (DJ Bossi) quando se conheceram em 1997. O grupo nasceu após uma reunião, onde compuseram uma música chamada "The Durms", sua primeira criação.
Em 2009, lançaram seu álbum intitulado Sign Of The Times, que contou com a colaboração de vocais de artistas como Tiff Lacey, Aruna, Emma Hewitt, Tommy Clint entre outros. Já fizeram remixes para artistas como Tiesto, Ferry Corsten, Rank1 entre outros.
Em 28 de outubro de 2009, DJ Magazine anunciou os resultados de sua pesquisa anual dos Top 100, com o artista da Ultra Records Cosmic Gate colocado em 19, 43 pontos acima do ranking do grupo no ano anterior . na 24ª posição.